# Laurent Gbagbo
Laurent Koudou Gbagbo (Mama, perto de Gagnoa, 31 de maio de 1945) é um político, historiador e escritor marfinense. É pesquisador da Universidade de Cocody, em Abijã, e foi presidente do país de 26 de outubro de 2000 a 4 de dezembro de 2010.
Seu mandato foi marcado por guerra civil que, por vários anos, dividiu o país em dois. Após a eleição presidencial de 2010, tanto Laurent Gbagbo como seu oponente, Alassane Ouattara,  proclamaram-se vencedores.  Em  4 de dezembro de 2010, data em que terminaria o seu mandato, Gbagbo recusou-se a deixar a presidência do país. Seguiu-se uma crise político-militar, cujo desfecho ocorreu em 11 de abril de 2011, quando Gbagbo foi preso pelas forças lideradas por  Alassane Ouattara.
Em 31 de novembro de 2011 foi transferido de sua prisão domiciliar em Abijã na Costa do Marfim para a prisão da Corte Penal Internacional (TPI) em Haia, para ser julgado pelos crimes cometidos durante sua gestão como Presidente da Costa do Marfim. Em janeiro de 2019, um painel do TPI rejeitou as acusações contra Gbagbo e um de seus ex-ministros, Charles Blé Goudé, determinando que as provas apresentadas eram insuficientes para provar que a dupla cometeu crimes de guerra.

## Nascimento e carreira acadêmica
Gbagbo nasceu na aldeia de Mama, perto de Gagnoa. Ele tornou-se professor de História e oponente do regime do Presidente Félix Houphouët-Boigny. Ele foi preso de 31 de Março de 1971 a Janeiro de 1973. Em 1979, obteve seu doutorado na Paris Diderot Universidade (francês: ' Université Paris Diderot ', também conhecido como 'Université Paris 7 – Denis Diderot '). Em 1980, tornou-se diretor do Instituto de História, Arte e Arqueologia Africana na Universidade de Abijã, participou na greve dos professores de 1982 como um membro do sindicato nacional de pesquisa e ensino superior. No mesmo ano, Gbagbo partiu para o exílio na França.

## Carreira política
Durante a greve de 1982, Gbagbo criou a que viria a ser a Frente Popular Marfinense (FPI). Ele voltou à Costa do Marfim em 13 de setembro de 1988 e no Congresso do FPI, realizado de 19 a 20 de novembro de 1988, foi eleito como secretário-geral do partido.
Em julho de 2008, Gbagbo disse que tinha recebido apoio crucial da Blaise Compaoré, atualmente presidente da Burkina Faso, enquanto ele fazia parte da oposição de Houphouët-Boigny.
Na sequência da introdução da política multipartidária em 1990, Gbagbo foi o único candidato contra Houphouët-Boigny na De outubro de 1990 eleição presidencial, recebendo 18,3% dos votos contra Houphouët-Boigny. Em De novembro de 1990 eleições parlamentares, Gbagbo ganhou um lugar na Assembleia Nacional, juntamente com oito outros membros do FPI; Gbagbo foi eleito para a sede do distrito de Ouragahio, no departamento de Gagnoa e foi Presidente do grupo parlamentar do FPI de 1990 a 1995, em 1992 foi sentenciado a dois anos de prisão e acusado de incitar a violência, mas foi libertado mais tarde no ano. FPI boicotaram a 1995. Em 1996, Gbagbo foi reeleito para seu assento na Assembleia Nacional de Ouragahio, após um atraso na exploração da eleição lá e no mesmo ano que foi eleito como Presidente do FPI.